# Margaret Staal-Kropholler

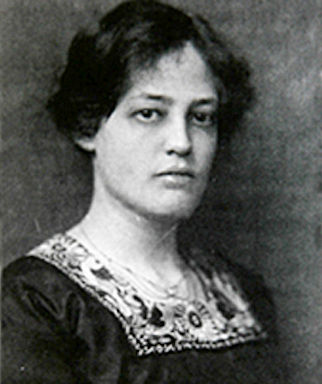
Margaret Kropholler, um 1916–1920

Margaret Staal-Kropholler, häufig als Margaret Kropholler bezeichnet, (* 27. Juni 1891 in Haarlem; † 15. November 1966 in Amsterdam) war die erste Frau in den Niederlanden, die als professionelle Architektin arbeitete.

## Leben
Als Tochter von Jacobus Kropholler, einem Kaufmann für Haushaltsgüter, und Margaret Bisset wurde Margaret „Maggie“ Kropholler am 27. Juni 1891 in Haarlem als eines von fünf Kindern einer Künstlerfamilie geboren.
Sie zog nach Amsterdam, um ihre Schulausbildung zu vervollständigen und nahm von 1904 bis 1907 an der Dagteeken- en Kunstambachtsschool voor Meisjes am Groenburgwal Kurse in Zeichnen, ornamentalem Design und technischem Zeichnen, die sie abschloss.
Nach dem Abschluss ihrer Schulzeit in Amsterdam 1907 wurde sie Praktikantin im Architekturbüro Kropholler en Staal, wo ihr Bruder Alexander Kropholler zusammen mit Jan Frederik Staal ein Büro gegründet hatte. Alsbald begann sie eine Beziehung mit Jan Frederik Staal, der verheiratet und zwölf Jahre älter als sie war. Diese Beziehung war einer der Gründe für die Beendigung der Zusammenarbeit zwischen ihrem Bruder Alexander Jacobus und Staal im Jahr 1910, bei dem Margaret Kropholler verblieb, aber auch eine mehrjährige Trennung zwischen Bruder und Schwester verursachte. Im Jahr 1910 machte sich Alexander Kropholler deshalb selbständig.
Anschließend besuchte sie die Kunstgewerbeschule in Haarlem, bevor sie an der Amsterdamer Architekturakademie (1914–1916) Abendkurse besuchte.
Zunächst wohnte Margaret Kropholler allein an der Keizersgracht 551 in Amsterdam und zog 1918 mit Jan Frederik Staal nach Weteringschans 83, oberhalb des Architekturbüros Staal. Ihre Tochter Margaret wurde im Dezember 1919 geboren, aber schon bald nach der Geburt begann Margaret Kropholler wieder zu arbeiten. 1936 heiratete sie Staal, nahm aber erst nach dessen Tod am 8. April 1940 den Namen Staal-Kropholler an.
Zunächst beschäftigte sie sich hauptsächlich mit dem Design von Möbeln, Lampen und verwandten Objekten, hatte aber auch einige Bauaufträge.

## Berufliche Laufbahn
Im Jahr 1913, als sie gerade 21 Jahre alt war, erhielt Kropholler ihren ersten Auftrag, die Innendekoration von Het Huis 1913 auf der Amsterdamer Ausstellung De Vrouw 1813–1913. 1915 arbeitete sie sechs Monate lang für die Amsterdamer Stadtwerke. Ab 1916 begann sie neben der Fortsetzung ihrer Arbeit mit J. F. Staal auch als selbständige Architektin zu arbeiten. Im Jahre 1917 war sie eine der fünf Architekten, die sich am Bau von 16 reetgedeckten Häusern im Park Meerwijk von Bergen beteiligten, die hauptsächlich aus Ziegeln und Terrakotta-Elementen bestanden. Schon damals gehörten die vier von ihr entworfenen Häuser eindeutig der Amsterdamer Schule an. Die erfolgreiche Rolle, die sie bei diesem Projekt gespielt hatte, wurde von H. T. Wijdeveld bemerkt, der die schöne Arbeit kommentierte: 

„Und es musste so sein, dass dieses außergewöhnliche architektonische Experiment […] auch die Arbeit unserer ersten niederländischen Architektin, Margaret Kropholler, mit einbezog. Die drei Häuser ‚Beukenhoek‘, ‚Meerlhuis‘ und ‚Meezennest‘ wurden von Margaret Kropholler entworfen. Und in völliger Beherrschung des Themas, mit weiblicher Scheu und Sparsamkeit, erfüllte sie ihre Aufgabe. Nicht ganz unbeeinflusst von Staals Arbeit ist das Charakteristikum ihrer Persönlichkeit zu bemerken.“

In den folgenden Jahren unternahm Kropholler weitere Projekte im Stil der Amsterdamer Schule und erhielt 1925 internationale Anerkennung, als sie für ihr architektonisches Werk in der niederländischen Ausstellung der Pariser Kunstgewerbeausstellung mit einer Silbermedaille ausgezeichnet wurde. In den späten 1920er Jahren nahm ihr Werk einen moderneren Ansatz an. In den 1930er Jahren arbeitete sie mit ihrem Mann an einer Reihe von Projekten zusammen. Staal schätzte ihr Engagement und hielt ihre Arbeit für künstlerisch und technisch hervorragend, insbesondere die Innenräume, die sie für das Beurs-World Trade Center in Rotterdam entwarf, das 1940 fertiggestellt wurde.
In den Nachkriegsjahren reichte Kropholler eine Reihe von Vorschlägen für den Wiederaufbau von Wohnungen ein, die aufgrund neuer Kriterien, die maximale Volumina und Nutzflächen definierten, abgelehnt wurden. Demgegenüber erhielt sie über 40 Innenarchitekturaufträge für Ladenrenovierungen. In der Folge beschränkte sich ihre architektonische Arbeit hauptsächlich auf Gutachten und Vorträge, so dass sie bis in die 1960er Jahre aktiv bleiben konnte.

## Überlegungen zum Wohndesign
Als Hausfrau und Architektin war sich Margaret Kropholler der Notwendigkeit bewusst, den Aufwand für die Hausarbeit der Frauen zu reduzieren. Durch den Entwurf komfortabler, gut ausgestatteter Wohnungen, die auf funktionalen Plänen basieren, konnte sie den Frauen die Hausarbeit erleichtern. Seit 1918, als sie vor dem Niederländischen Hausfrauenverband einen Vortrag über „Die Frau und ihr Haus“ hielt, stellte sie ihre Ideen über funktionelle Anforderungen an die Hausfrau häufig in Vorträgen und Zeitschriftenartikeln vor.

## Wichtige Arbeiten
- Wohnanlage in der Holendrechtstraat, Amsterdam: Zusammen mit anderen Architekten wurde Kropholler 1921 mit dem Entwurf von Wohnblöcken im Süden Amsterdams beauftragt, wo sie den Stil der Amsterdamer Schule in mehreren vierstöckigen Gebäuden mit symmetrischen Fassaden und auskragenden Balkonen übernahm.
- Louise Went House, Amsterdam: In Folge des Einsatzes von Louise van der Pek-Went für die Unterbringung von Alleinstehenden wurde Kropholler 1959 mit dem Bau eines Blocks beauftragt, der aus einem Mittelteil mit einem Treppenhaus und zwei Flügeln mit 170 Einheiten mit Küche, Toilette und Bad sowie 11 Gästezimmern bestand. Er wurde 1963 fertiggestellt.

## Ehrungen
Am 6. April 2023 im wurde ihr in Amsterdam-Oost auf Vorschlag der Enkelin Krophollers, Lizzy Venekamp, eine Brücke gewidmet und mit einem Namensschild versehen. Die Brücke liegt in einem Viertel, in dem Straßen und Plätze nach Architekten benannt sind.

## Galerie

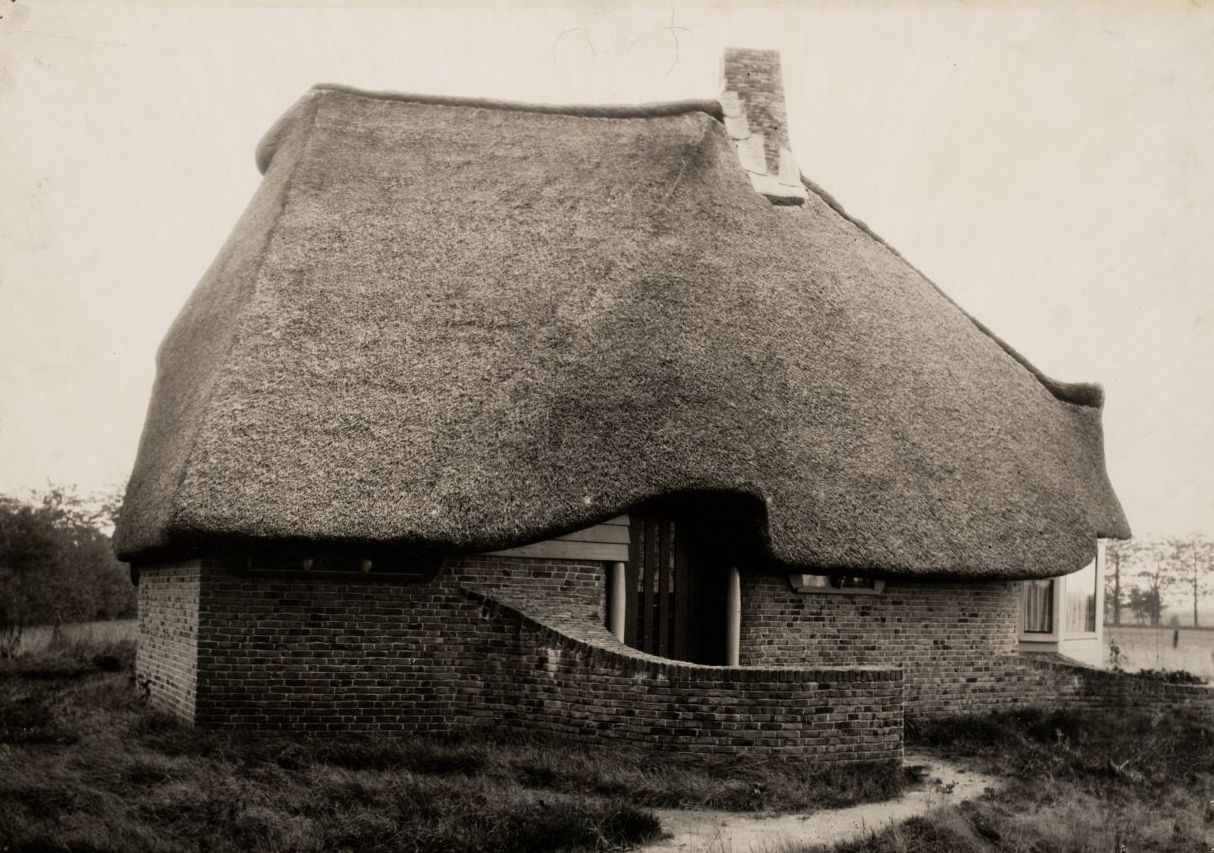
Atelierwohnung 1919 Buissche Heide, Achtmaal.
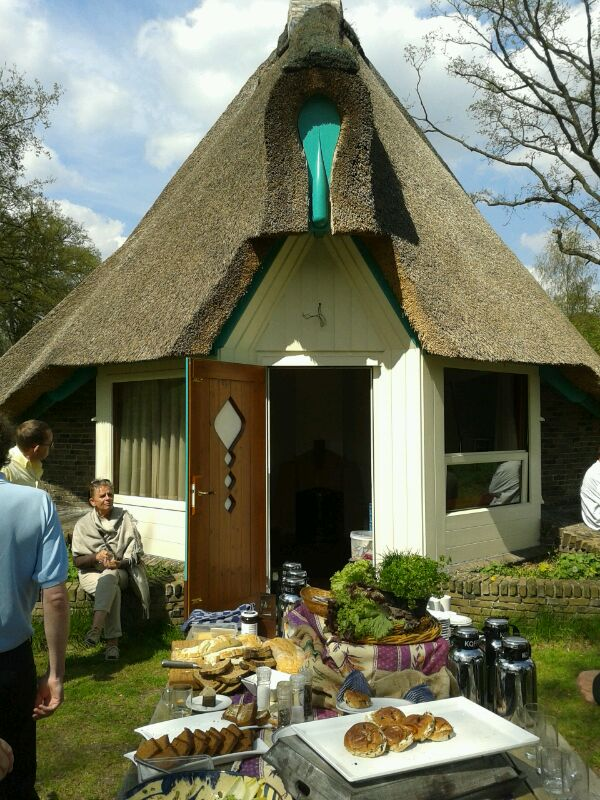
Atelierwohnung 2014
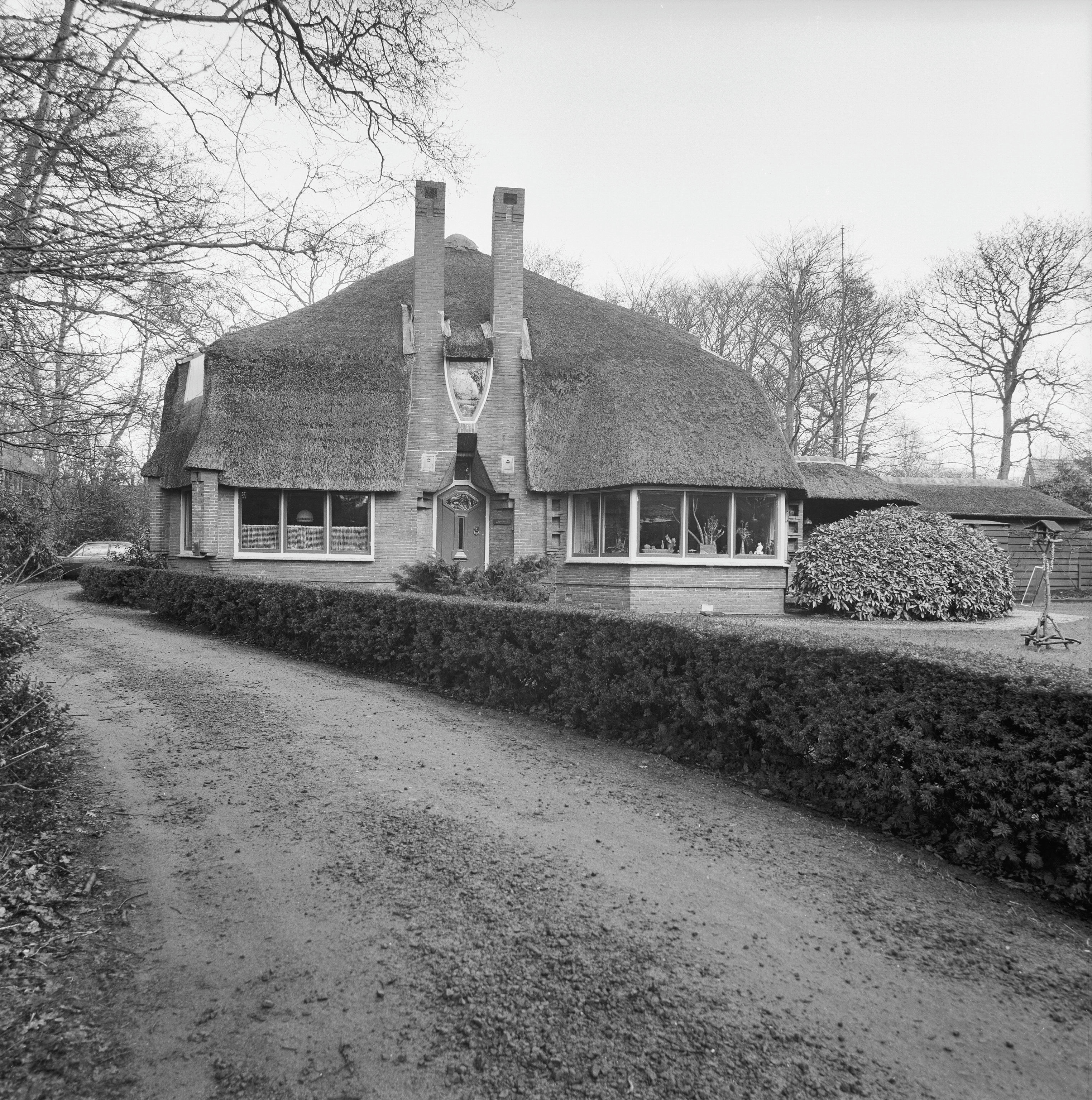
Meerwijklaan 7, Bergen, Baujahr 1918
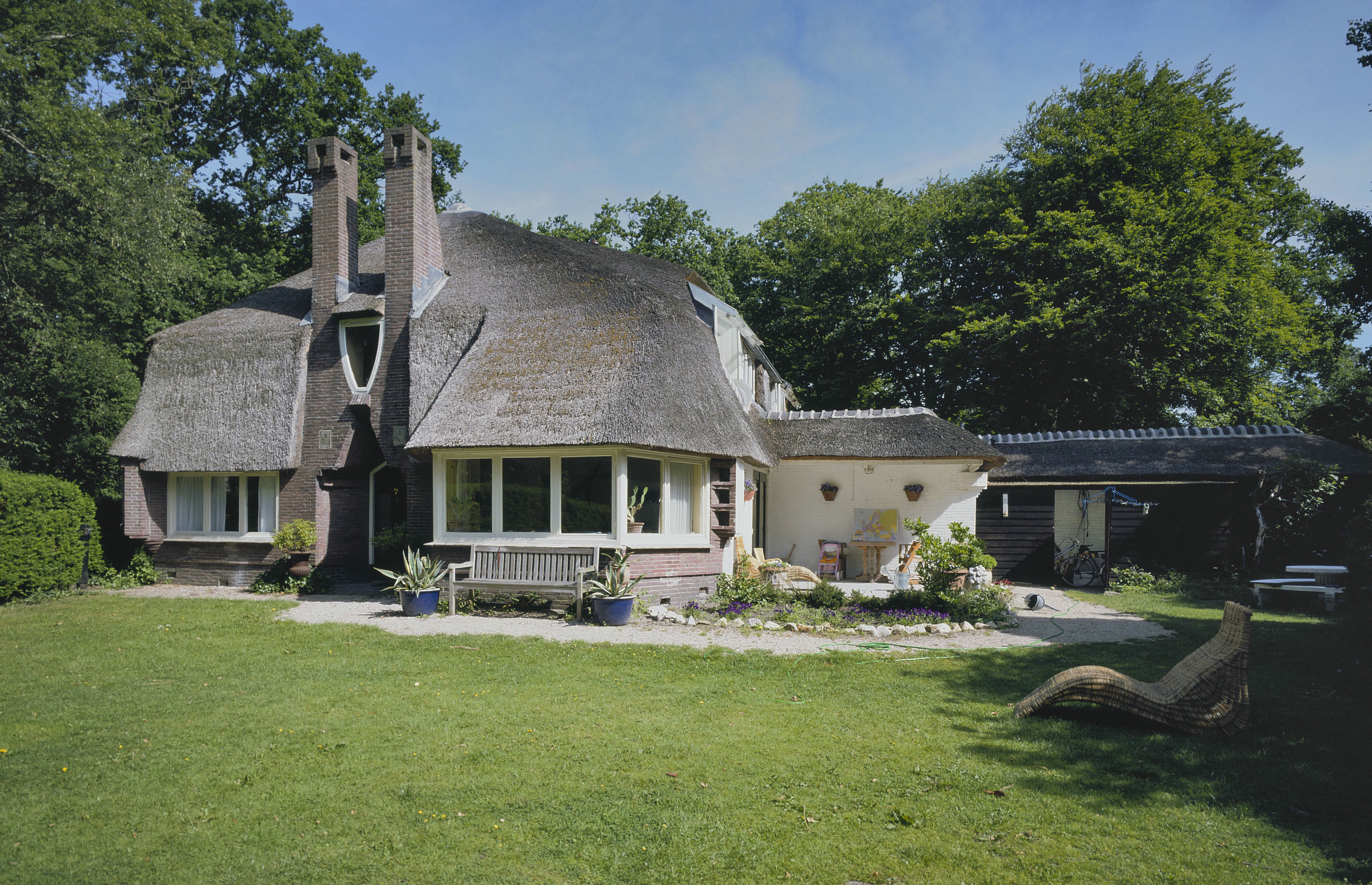
Meerwijklaan 7, Bergen, 2003
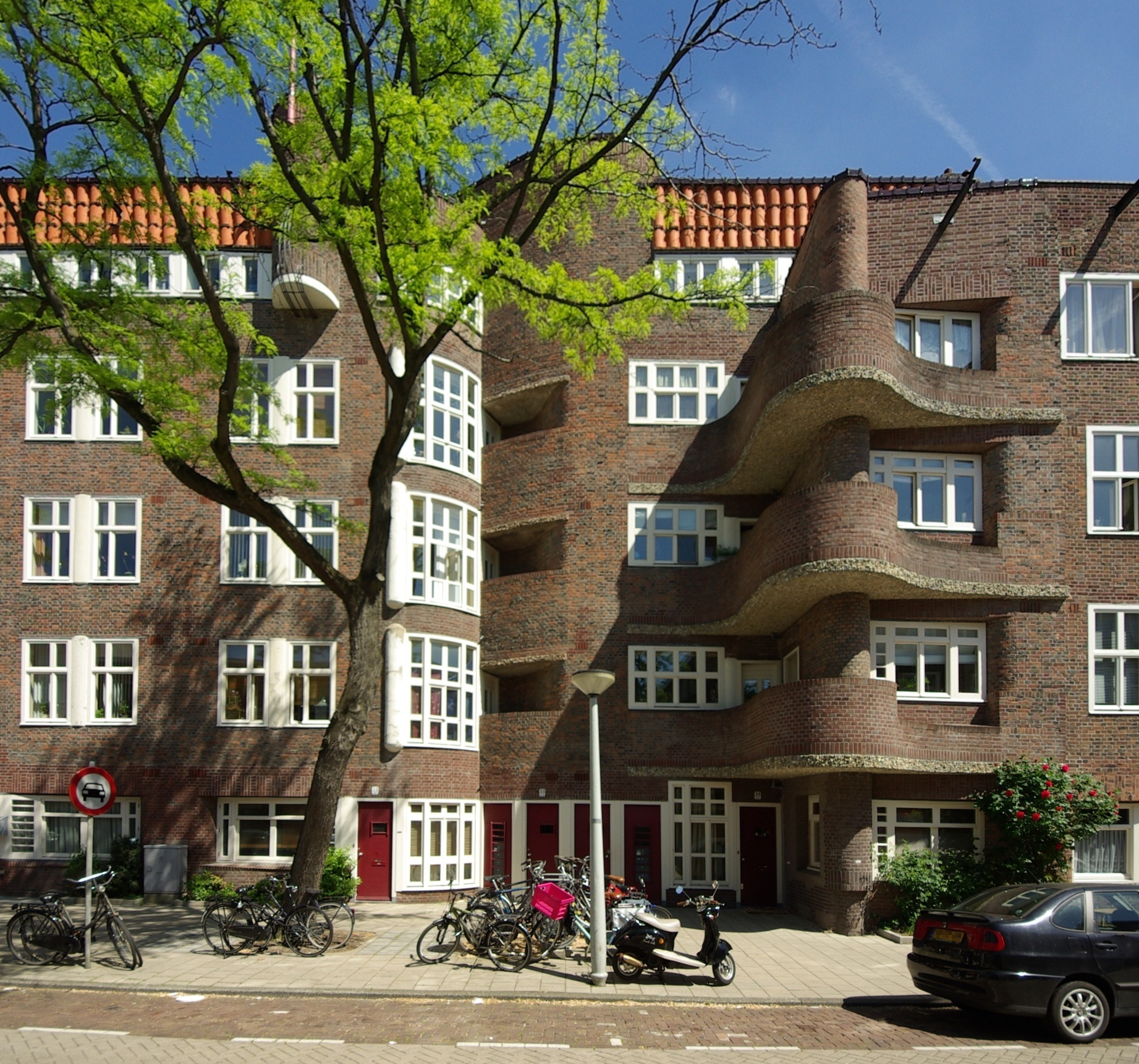
Holendrechtstraat 1–47, Amsterdam
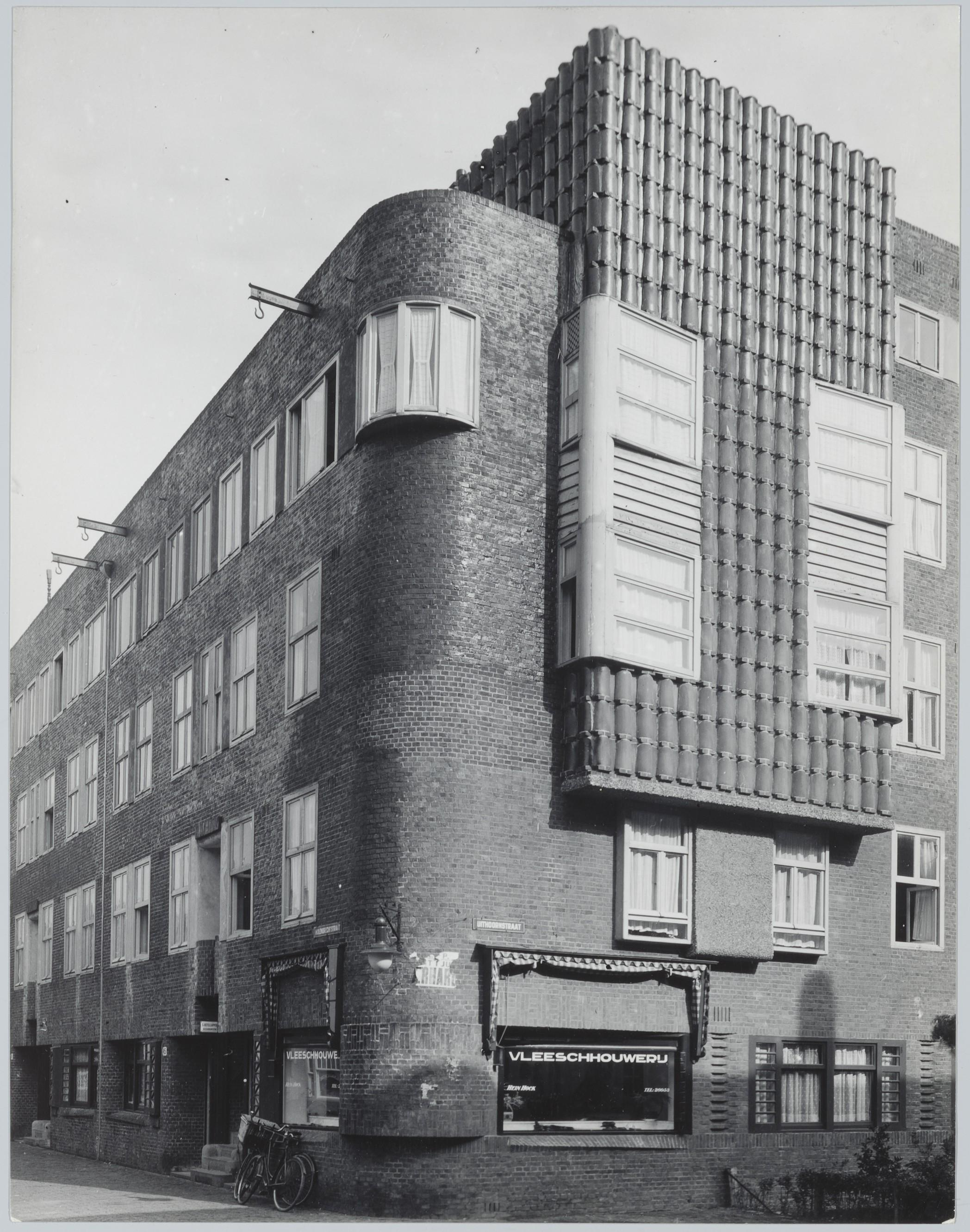
Wohnanlage Holendrechtstraat 1–47 (ca. 1940)
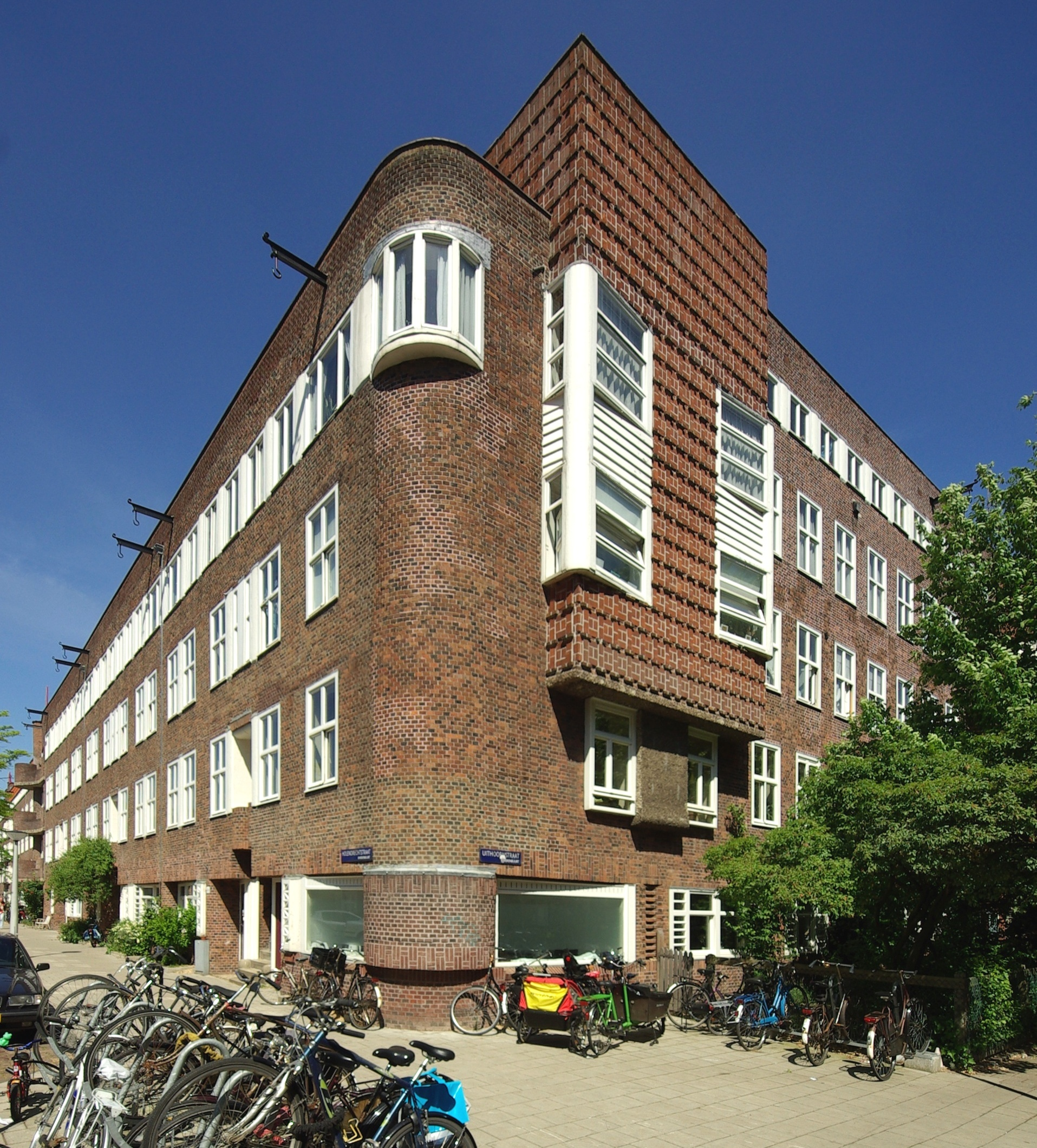
Wohnanlage Holendrechtstraat 1–47 (2011)
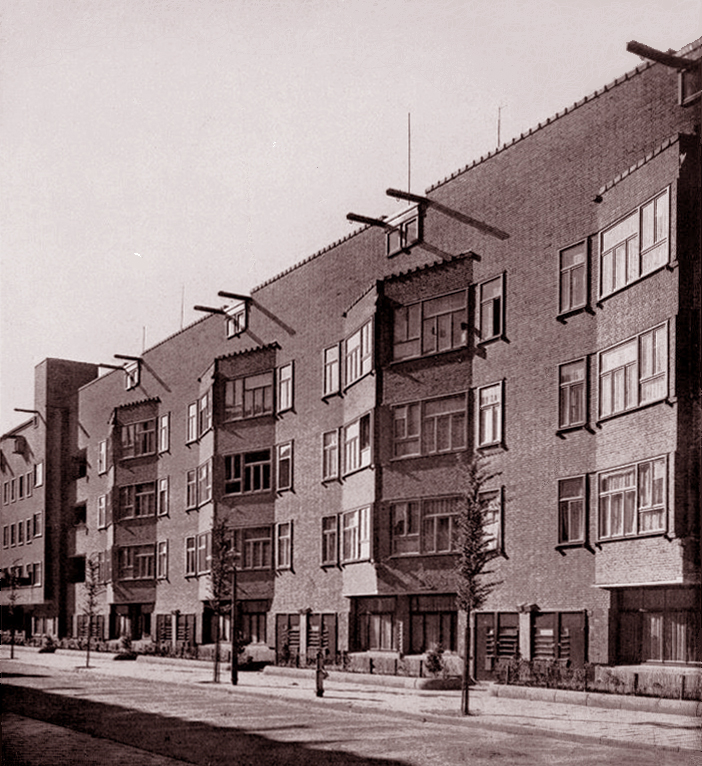
Plan West Amsterdam 1922–1927
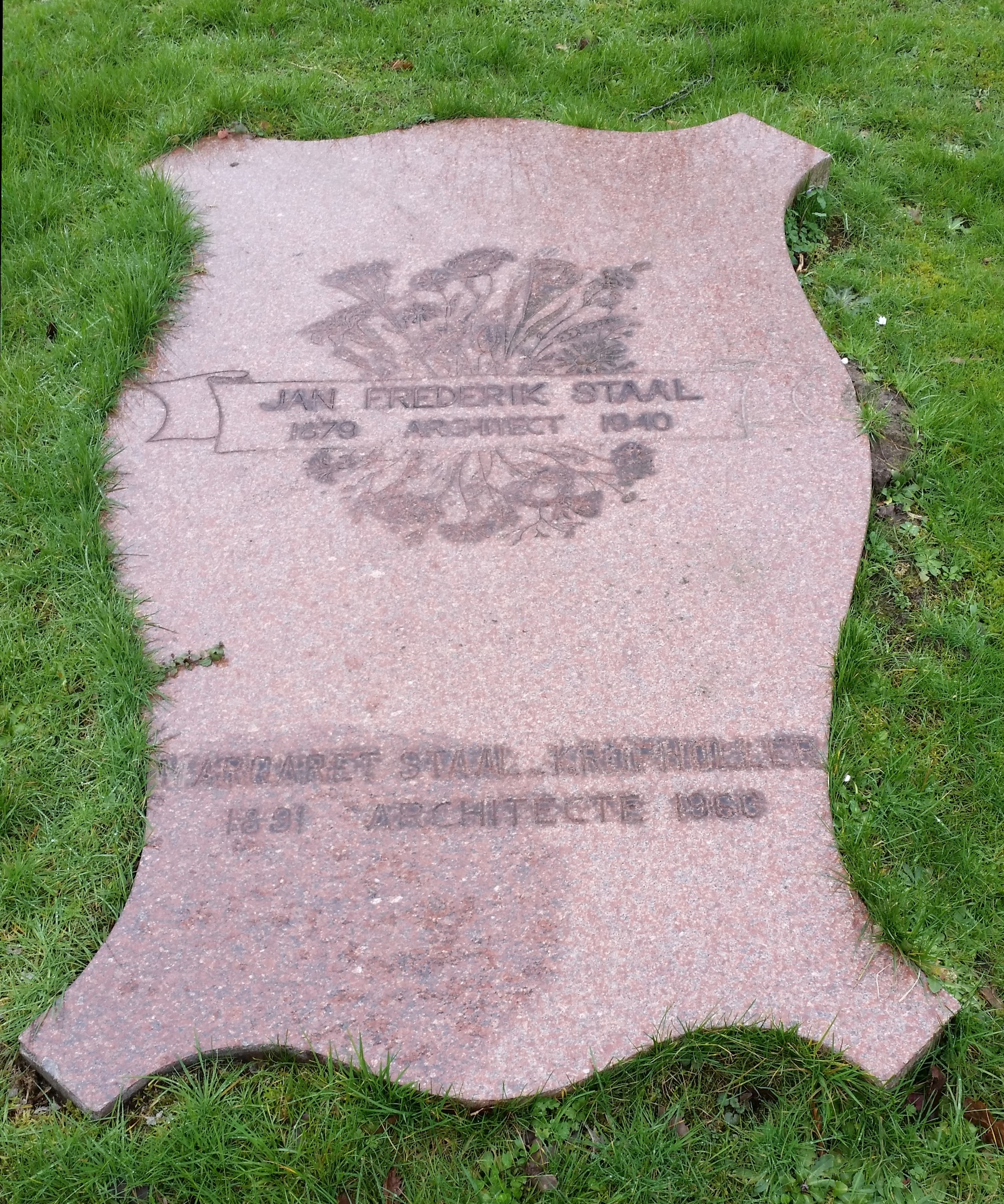
Grabstein auf dem Neuen Ostfriedhof in Amsterdam
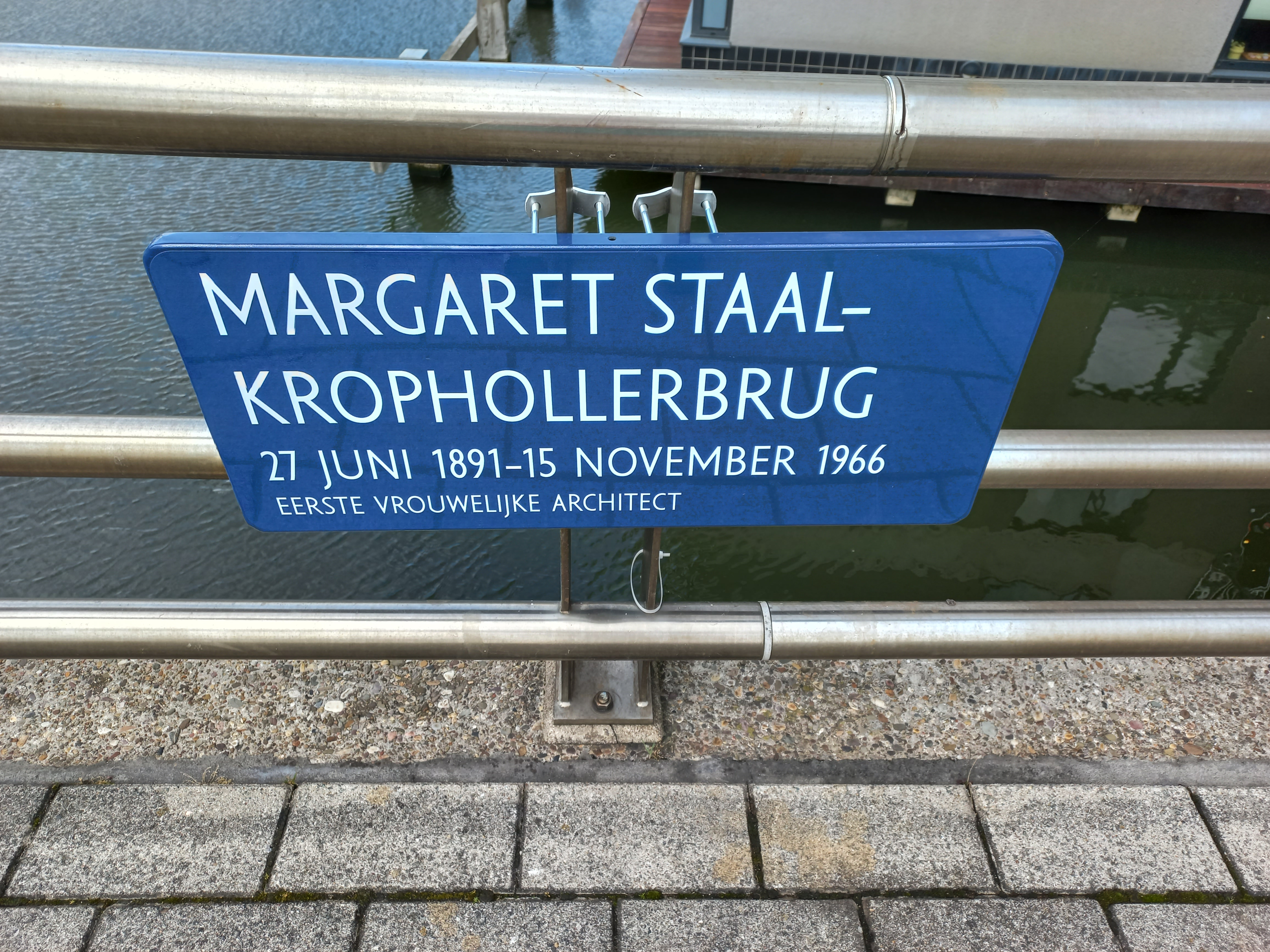
Namensschild an der Margaret Staal-Krophollerbrug in der Van Eesterenlaan, Amsterdam-Oost

## Schriften
- Huisvesting van het onmaatschappelijk gezin. (Unterbringung von Sozial schwachen Familien). Bouw, 1953 (niederländisch).
- Onze woning-enquête. (Unsere Studie zum Thema Wohnen). De Huisvrouw, 1947 (niederländisch).